# Gottfried Böhm
Gottfried Böhm (23. ledna 1920 Offenbach am Main – 9. června 2021) byl německý architekt. Je držitelem Pritzkerovy ceny za rok 1986. V roce 1951 odcestoval do New Yorku, kde pracoval po dobu šesti měsíců v architektonické kanceláři Cajetan Baumann. Byl ženatý s Elisabeth Böhmovou, která mu pomáhala navrhovat interiéry.

## Dílo
- Kostel Sint-Gregoriuskerk, Brunssum, Nizozemsko (1963)
- Kristovo vzkříšení, Kolín nad Rýnem (1970)
- Radnice, Bergisch Gladbach (1976)
- Městská knihovna, Ulm (2004)
- Hans Otto Theater, Postupim (2006)

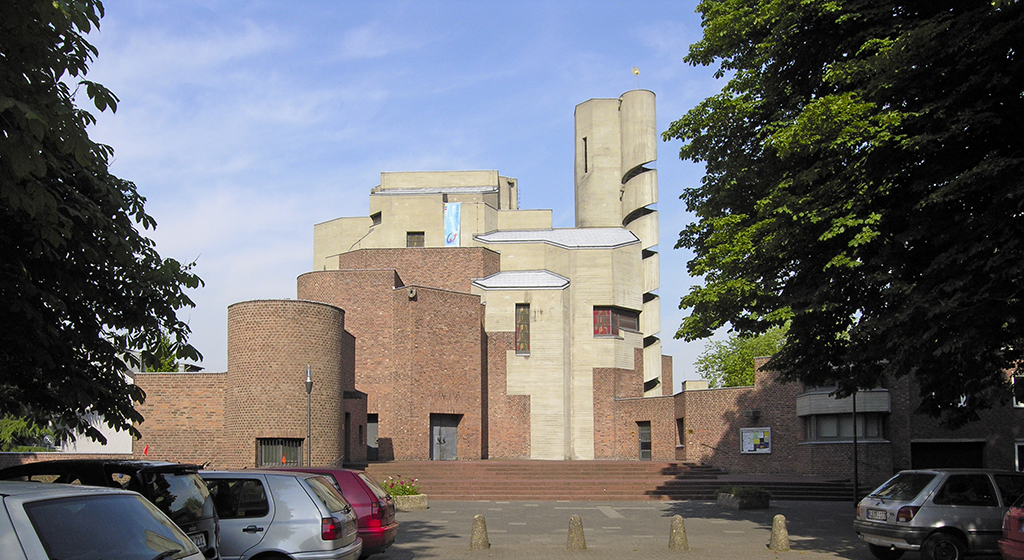
Kristovo vzkříšení, Kolín nad Rýnem
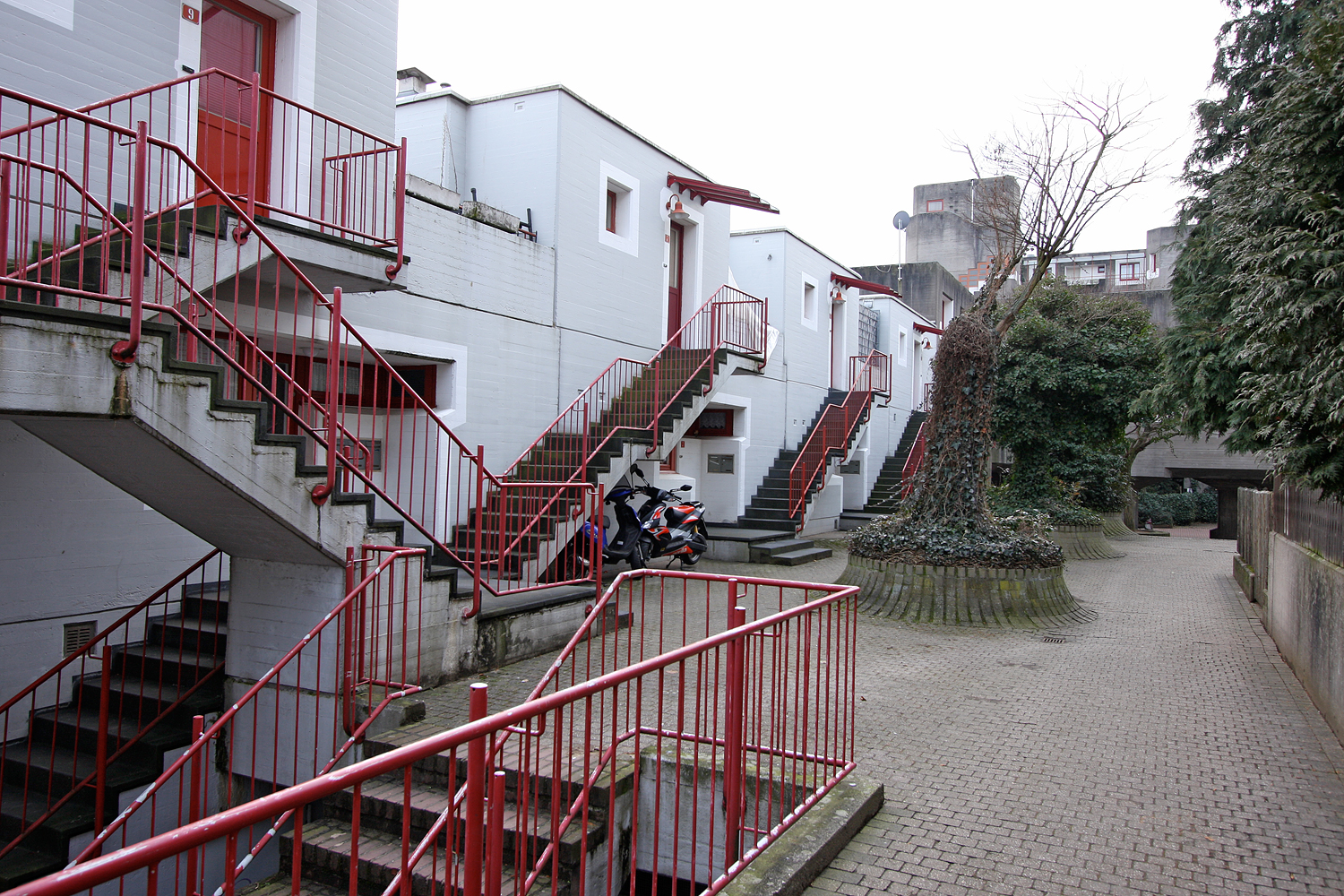
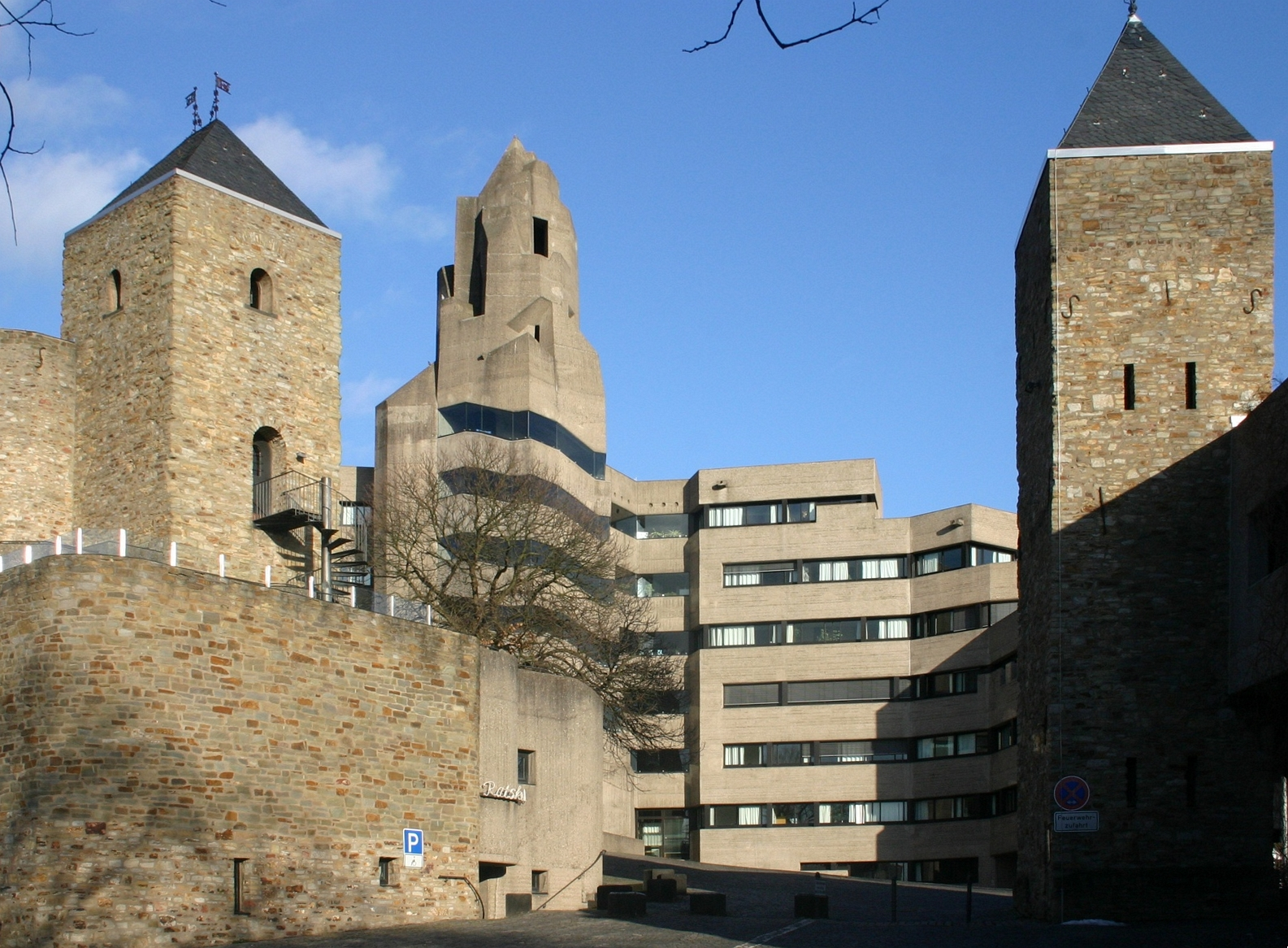
Radnice, Bergisch Gladbach
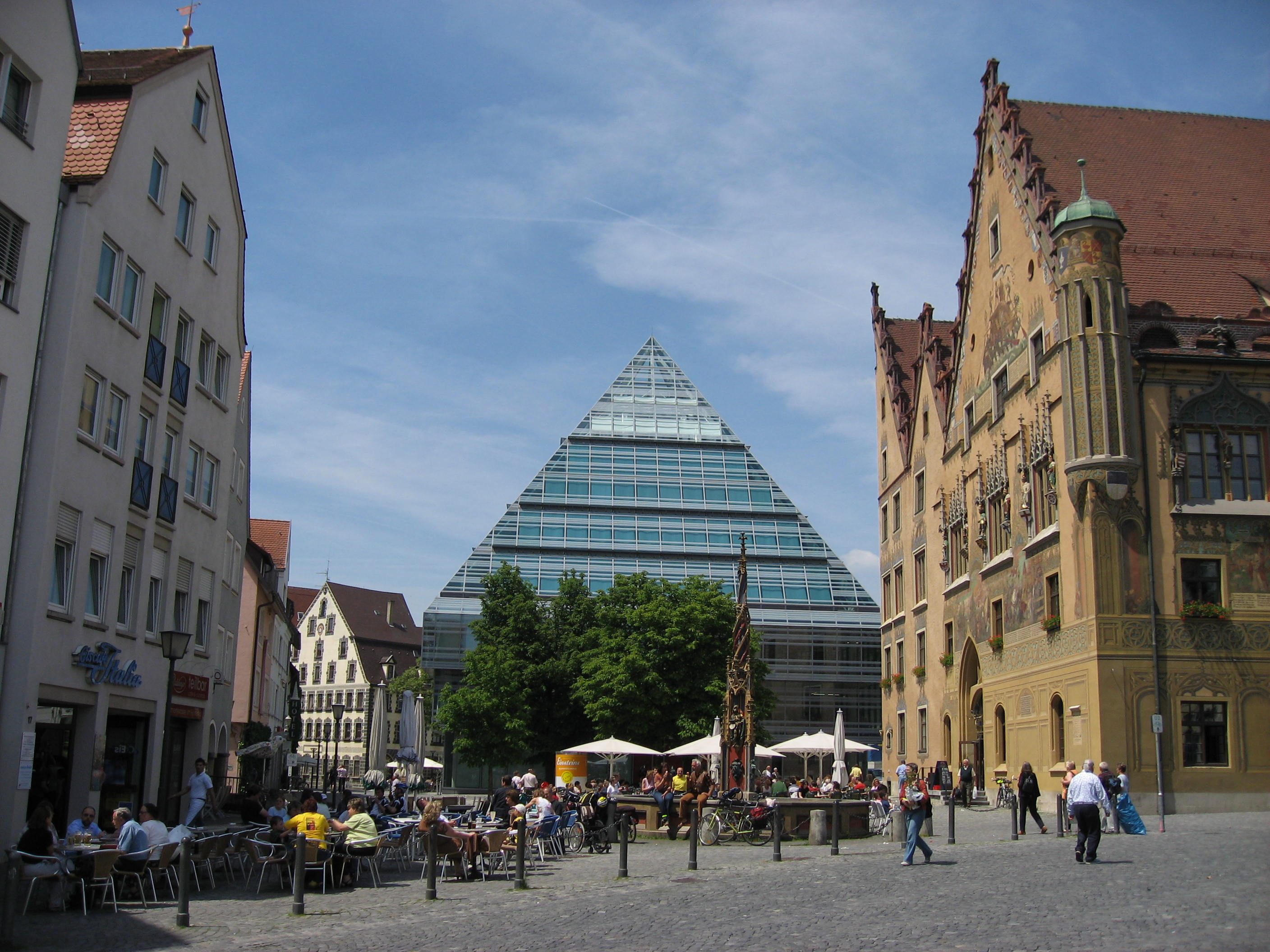
Městská knihovna, Ulm
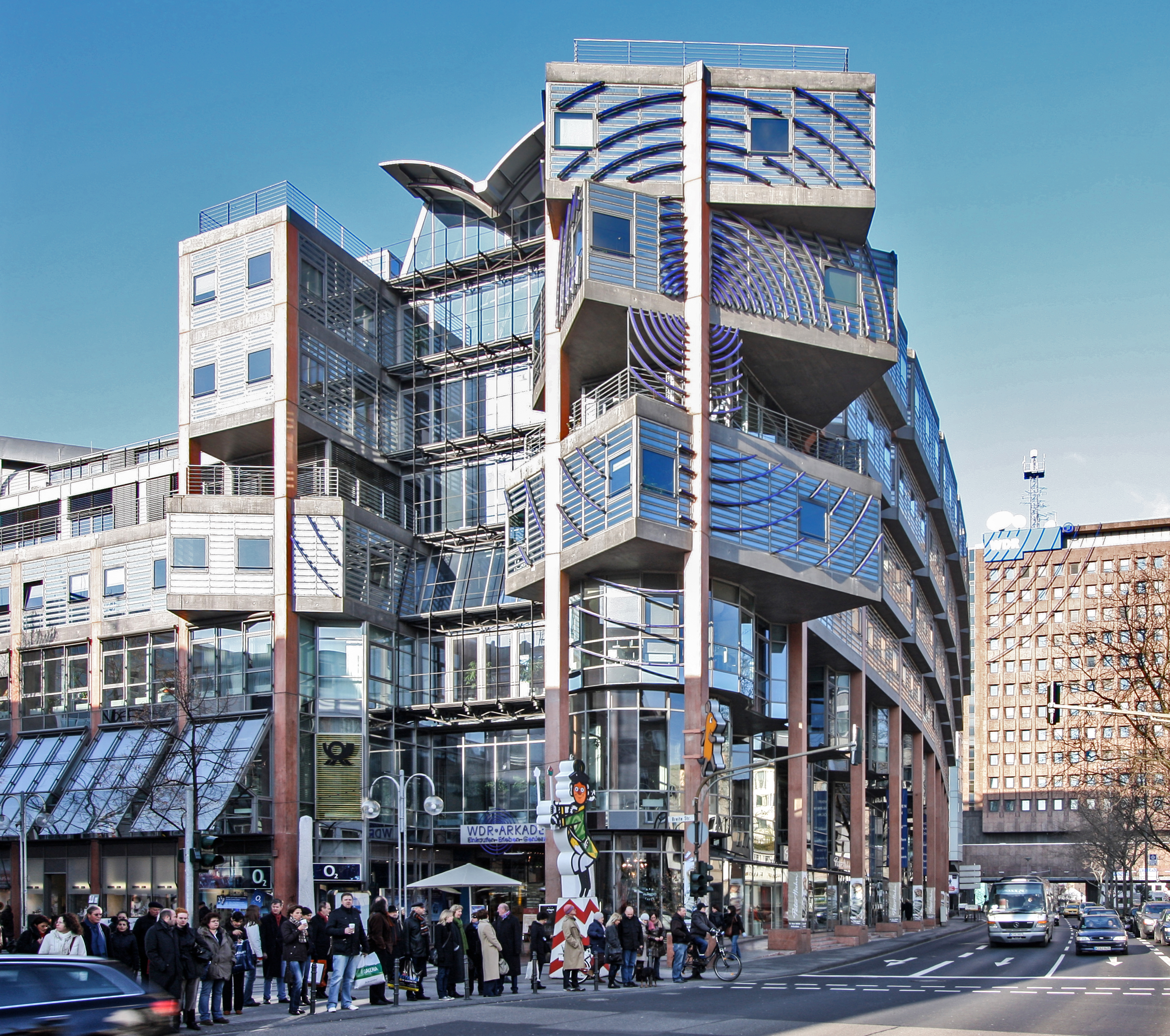
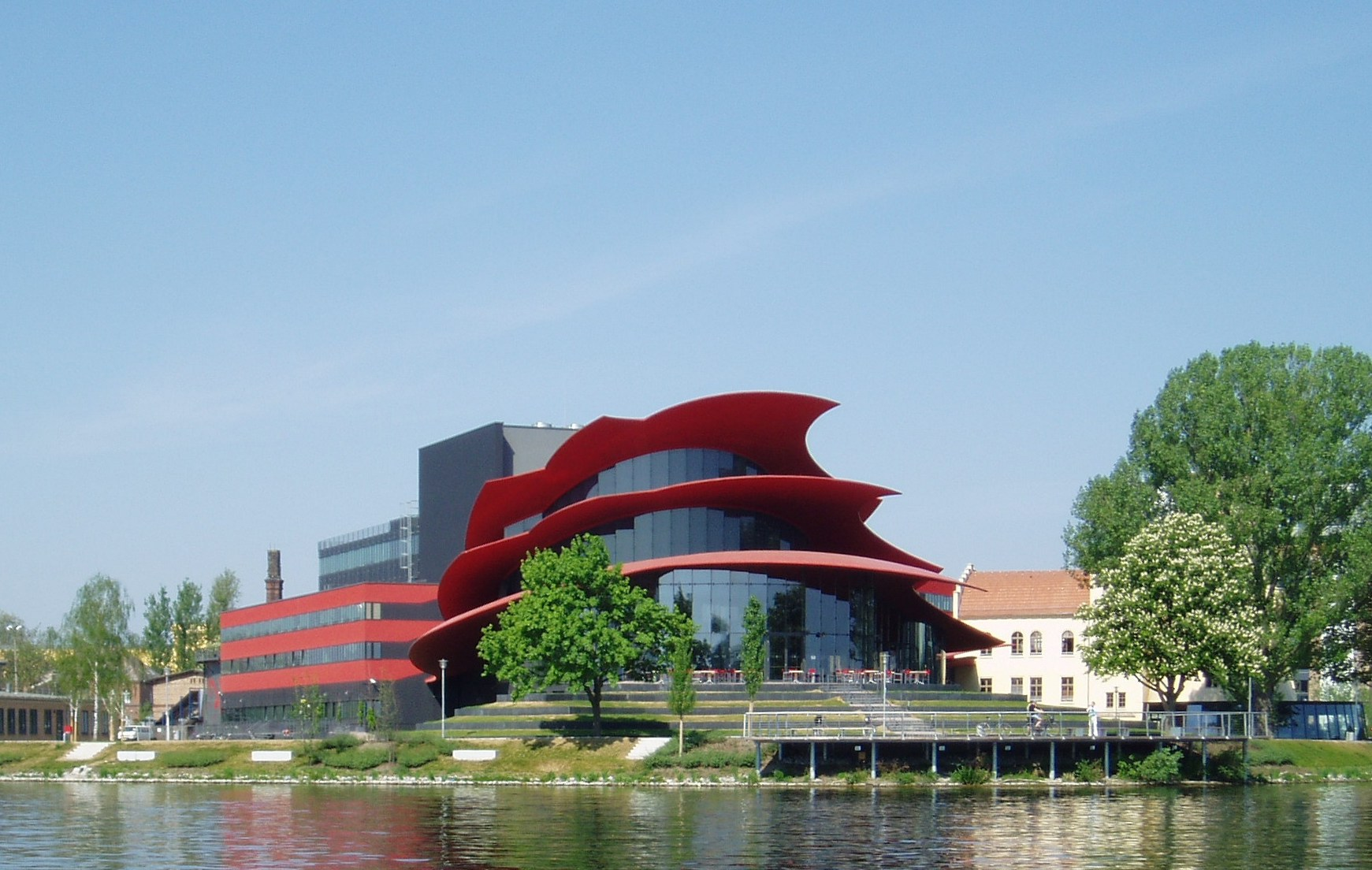
Hans Otto Theater, Postupim